# Bard-lès-Époisses
Bard-lès-Époisses är en kommun i departementet Côte-d'Or i regionen Bourgogne-Franche-Comté i östra Frankrike. Kommunen ligger i kantonen Semur-en-Auxois som tillhör arrondissementet Montbard. År 2022 hade Bard-lès-Époisses 72 invånare.

## Befolkningsutveckling
Antalet invånare i kommunen Bard-lès-Époisses
Referens:INSEE